# Leipzinger Synagoge (Roman)

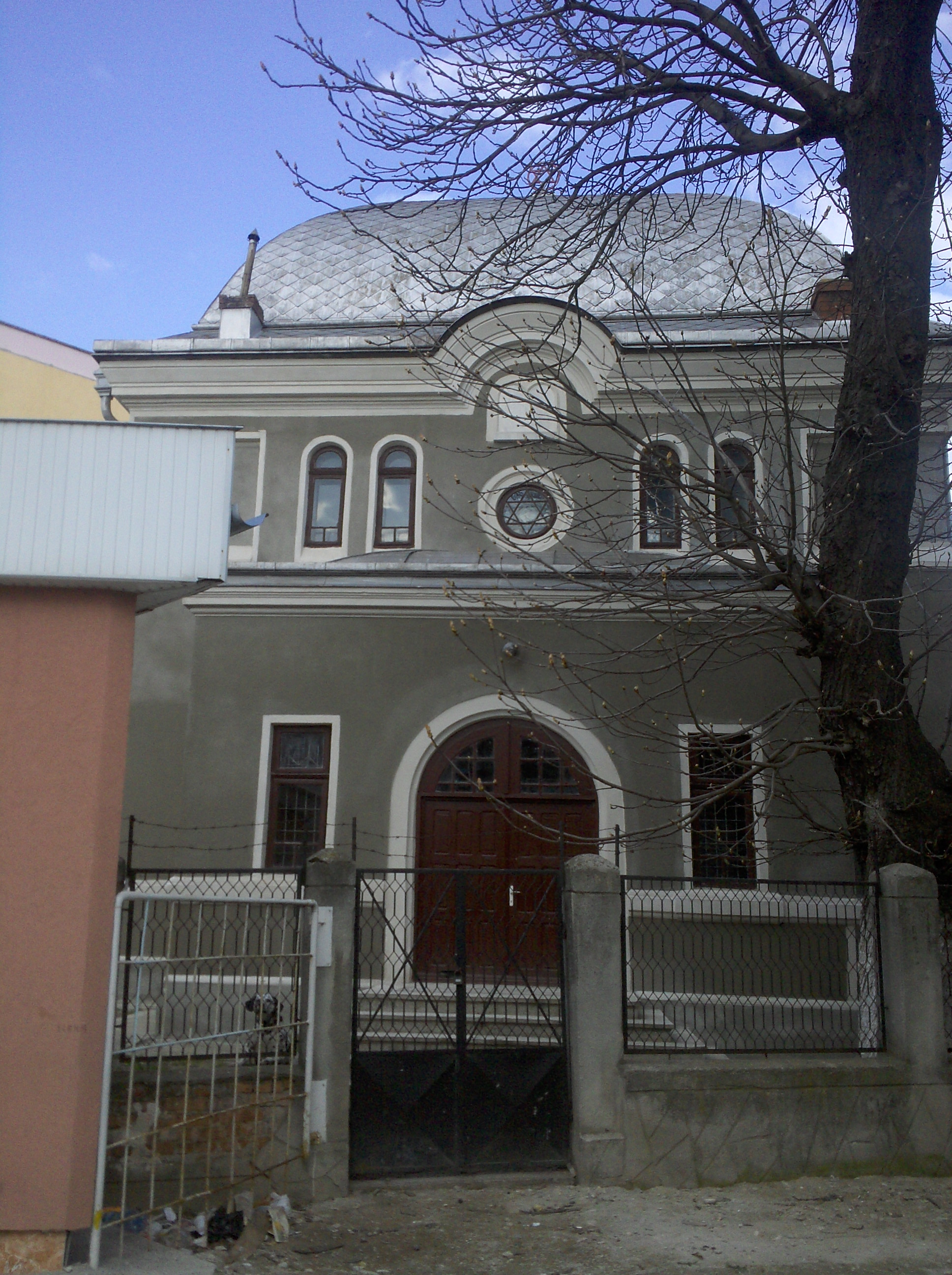
Sinagoga Leipzinger in Roman

Die Leipzinger Synagoge in Roman, einer Stadt im Nordosten Rumäniens in der Region Moldau, wurde Mitte des 19. Jahrhunderts errichtet. Die Synagoge mit der Adresse Bradului Nr. 16 ist ein geschütztes Kulturdenkmal.
Die Leipzinger Synagoge war eine von 16 Synagogen der Stadt. Bemerkenswert ist die üppige Ausschmückung des Thoraschreins.
An zwei Seiten hat die Synagoge eine Frauenempore.